# Şāḩebī
Şāḩebī (persiska: صاحبی) är en ort i Iran.   Den ligger i provinsen Mazandaran, i den norra delen av landet, 190 km nordost om huvudstaden Teheran. Antalet invånare är 911.
Terrängen runt Şāḩebī är platt. Runt Şāḩebī är det ganska tätbefolkat, med 111 invånare per kvadratkilometer. Närmaste större samhälle är Sari, 14,8 km sydväst om Şāḩebī. Trakten runt Şāḩebī består till största delen av jordbruksmark.